# Søren Busk
Søren Busk (ur. 10 kwietnia 1953 w Glostrup) – duński piłkarz grający na pozycji obrońcy. Brązowy medalista ME 84.
W ojczyźnie grał w Glostrup IC, jednak reprezentacyjną karierę zaczął robić dopiero po wyjeździe z kraju. W latach 1976–1979 był piłkarzem Westfalii Herne, następnie grał w holenderskim MVV Maastricht (1979-1982 i 1985-1986) oraz belgijskim KAA Gent (1982-1985). Był także graczem AS Monaco (1986-1987) oraz Wiener SC (1987-1988). Karierę kończył w Herfølge BK w 1990.
W reprezentacji Danii debiutował 9 maja 1979 w meczu ze Szwecją, ostatni mecz zagrał w 1988. Łącznie wystąpił w 61 spotkaniach i zdobył 2 gole. Brał udział w MŚ 86 (4 spotkania) i ME 88.